# Trachelidae
Trachelidae Ramírez, 2014 è una famiglia di ragni appartenente all'infraordine Araneomorphae.

## Descrizione
I generi Meriola e Trachelas comprendono specie di solito bicolori con cefalotorace rosso-marrone e opistosomi grigio sporco o giallastro.

## Distribuzione
Sono ragni pressoché cosmopoliti.

## Tassonomia
Un recente lavoro di Ramírez del 2014, sulla base di considerazioni filogenetiche accurate ed approfondite, ha portato a precise caratterizzazioni nell'ambito dei Dionycha, con la costituzione di tre nuove famiglie (Eutichuridae, Phrurolithidae e Trachelidae) e la ristrutturazione di altre quattro (Miturgidae, Corinnidae, Clubionidae e Liocranidae).
Questa famiglia è il risultato dell'elevazione di rango della sottofamiglia Trachelinae, precedentemente attribuita alla famiglia Corinnidae, a seguito del suddetto lavoro di Ramírez del 2014.
Attualmente, a novembre 2020, si compone di 19 generi e 247 specie:
- Afroceto Lyle & Haddad, 2010 - Africa meridionale ed orientale, Malawi
- Cetonana Strand, 1929 - Brasile, Europa, Russia, Cina, Corea
- Fuchiba Haddad & Lyle, 2008 - Africa meridionale (Sudafrica, Botswana, Mozambico, Lesotho)
- Fuchibotulus Haddad & Lyle, 2008 - Sudafrica, Mozambico
- Jocquestus Lyle & Haddad, 2018 - Tanzania, Sudafrica, Mozambico, Congo, Zimbabwe, Angola
- Meriola Banks, 1895 - Americhe
- Metatrachelas Bosselaers & Bosmans, 2010 - Spagna, Italia, Francia, isole Canarie, isole Azzorre, Algeria, Tunisia
- Orthobula Simon, 1897 - dal mediterraneo orientale all'Asia centrale, Indonesia, Cina, Corea, Giappone, India
- Paccius Simon, 1897 - Madagascar, isole Seychelles
- Paraceto Jin, Yin & Zhang, 2017 - Cina, Corea
- Paratrachelas Kovblyuk & Nadolny, 2009 - dalla Francia all'Ucraina, Cina, Corea
- Patelloceto Lyle & Haddad, 2010 - Africa centrale, orientale e meridionale
- Planochelas Lyle & Haddad, 2009 - Costa d'Avorio, Ghana, Uganda
- Poachelas Haddad & Lyle, 2008 - Sudafrica, Zimbabwe
- Spinotrachelas Haddad, 2006 - Sudafrica
- Thysanina Simon, 1910 - Sudafrica, Namibia, Tanzania
- Trachelas L. Koch, 1872 - cosmopolita
- Trachelopachys Simon, 1897 - Paraguay, Brasile, Bolivia, Argentina, Perù, Cile
- Utivarachna Kishida, 1940 - Borneo, India, Cina, Thailandia, Sri Lanka, Sumatra